# Temesfő község
Temesfő község (románul: Comuna Brebu Nou) község Krassó-Szörény megyében, Romániában. Központja Temesfő, hozzá tartozik Wolfsberg.

## Népessége
A 2011-es népszámlálás adatai alapján a község népessége 119 fő volt.